# Моховая (приток Махни)
Моховая — река в России, протекает в Томской области. Устье реки находится в 152 км по левому берегу реки Махня. Длина реки составляет 37 км. В 11 км от устья справа впадает река Ледяная.

## Данные водного реестра
По данным государственного водного реестра России относится к Верхнеобскому бассейновому округу, водохозяйственный участок реки — Васюган, речной подбассейн реки — Васюган. Речной бассейн реки — (Верхняя) Обь до впадения Иртыша.
Код объекта в государственном водном реестре — 13010800112115200031031.